# Górka (Marszewo)
Górka – nieoficjalna część wsi Marszewo w województwie zachodniopomorskim, w powiecie sławieńskim, w gminie Postomino
W latach 1975–1998 miejscowość administracyjnie należała do województwa słupskiego.